# Мусси, Андрей Петрович
Андре́й Петро́вич Мусси́ (фр. Moussi) — российский предприниматель и спортивный деятель начала XX века, французский гражданин.

## Биография
Отец Андрея Петровича Жан-Пьер (Пётр Антонович) Мусси перебрался в Москву из Лиона. В 1871 году он основал в Москве на Генеральной улице шёлкоткацкое производство.  

### Предприниматель
В 1878 году продукция компании Мусси выставлялась на Всемирной выставке в Париже. Согласно каталога выставки, фирма занималась производством шёлковых и кашемировых тканей, производя по 3000 руллонов в год. На фабрике работали 210 ткацких станков, имелась паровая машина мощностью 6 лошадиных сил, 210 работников-мужчин и 100 работниц. Оборот фирмы составлял 500 000 франков.
В 1881 году фирма Мусси была объединена с аналогичной фирмой «Гужон П. О. Наследники» в «Товарищество шёлковой мануфактуры». В 1903 году на объединённой фирме работали уже 2150 рабочих, а  чистая прибыль компании достигла 316 200 рублей. А. П. Мусси входил в правление компании вместе с Юлийем Петровичем Гужоном и Александром Николаевичем Мейером. В 1917 году предприятие было национализировано, а в 1926 году переименовано в Московский шёлковый комбинат имени П. П. Щербакова.

### Спортивный деятель
В 1905 году стал одним из основателей и председателем «Сокольнического клуба спорта» (СКС) — первого официального спортивного клуба в России, совместно с Р. Ф. Фульдой построил в Сокольниках первый в Москве футбольный стадион. Интересно, что основной целью функционирования клуба было согласно уставу «распространение в Москве и ее окрестностях игры „лаун-теннис“». В связи с этим СКС также проводил общемосковские соревнования по теннису, и победитель чемпионата Москвы в парном разряде получал Кубок им. А. П. Мусси. Андрей Петрович также входил в состав руководства образованного в июне 1908 года Всероссийского союза лаун-теннис клубов (ВСЛТК).

В июле 1910 года выступил одним из учредителей Московской футбольной лиги и был выбран председателем её комитета (оставался им до 1913 года). На учредительном собрании выступал за превращение футбола в массовый вид деятельности: 
Он обратился к предпринимателям и откровенно сказал, что в футболе лежит их прямой деловой интерес. Если они своей работой помогут России превратиться в огромный клуб любителей футбола, то разворот финансовой деятельности на ниве этого зрелища может оказаться ничуть не меньшим, чем, скажем, в нефтяном промысле. (из книги М. П. Сушкова «Футбольный театр»)
В честь Андрея Петровича был назван кубок, вручавшийся победителям Чемпионата Москвы по футболу в классе «Б» (Кубок Мусси).

## Семья
Брат Андрея Петровича Камилл вместе с Луи Филиппом (Альфредом Юрьевичем) Мермо в 1897 году организовали «Московское товарищество шёлко-крутильной фабрики Мусси и Мермо».
Андрей Петрович имел по крайней мере троих детей: Ивана, Андриетту и Петра.